# Parafia Matki Bożej Bolesnej w Kosienicach
Parafia Matki Bożej Bolesnej w Kosienicach − parafia rzymskokatolicka znajdująca się w archidiecezji przemyskiej w dekanacie Żurawica.

## Historia
19 sierpnia 1399 roku właściciel wsi Konrad z Munsterbergu ufundował parafię. Pierwszy kościół był pw. Trójcy Przenajświętszej, a uposażenie parafii stanowił 1 łan ziemi. W 1498 roku wieś została spalona przez Tatarów i Wołochów, a ludność uprowadzona w jasyr. Ok 1530 roku na terenie diecezji przemyskiej, pojawiło się pierwsze przejście szlachty na protestantyzm. Prawdopodobnie po 1577 roku kościół został zajęty przez protestantów. W 1613 roku rozpoczęto ponownie odprawianie mszy świętych rzymskokatolickich. W 1699 roku w parafii istniała już szkoła parafialna. 
W 1701 roku parafia została przez Drohojowskich włączona do kanonii kapituły przemyskiej. W 1744 roku do kościoła należały: Kosienice, Maćkowice, Trójczyce, Zabłotce i Dmytrowice. Pod koniec XVIII wieku zbudowano kolejny drewniany kościół, który w 1784 roku został konsekrowany. W 1785 roku do kościoła należało 323 wiernych (w tym w Kosienicach 101 wiernych). 
W 1787 roku władze austriackie reaktywowały samodzielną parafię w Kosienicach. W 1861 roku została zbudowana kaplica przy plebanii. W latach 1853–1865 Amelia Stadnicka ufundowała murowany kościół „w lesie” na południu wsi, a w 1866 roku kościół został konsekrowany pw. Trójcy Świętej. 
W 1873 roku staraniem Heleny Dembowskiej, przybyły siostry Służebniczki starowiejskie. W 1914 roku plebania została zniszczona, kościół „w lesie” poważnie uszkodzony, a siostry służebniczki wyjechały. W 1929 roku siostry powróciły i zamieszkały w domu ofiarowanym przez Michała Karczmarza. W 1932 roku ukończono budowę nowego domu ochronki. W 1950 roku ochronka została przekształcona w Przedszkole „Caritas”, a w 1962 roku upaństwowiona. W 1981 roku odzyskano dom i reaktywowano ochronkę.
W latach 1984–1988 zbudowano obecny murowany kościół, według projektu arch. inż. Andrzeja Pawłowskiego. 15 maja 1988 roku bp Ignacy Tokarczuk poświęcił nowy kościół pw. Matki Bożej Bolesnej. 
Na terenie parafii jest 1 204 wiernych (w tym: Kosienice – 895, Ciemięrzowice – 309).
Proboszczowie parafii:
1827–1828. o. Sebastian Pawłowski OFM.
1828. ks. Onufry Chotyniecki (administrator).
1829. ks. Tomasz Królikowski (administrator).
1829–1838. ks. Franciszek Dąbrowski.
1838. ks. Józef Antoniowicz (administrator).
1839–1882. ks. Aleksander Bylina.
1882–1919. ks. Szymon Bałaban.
1919–1926. ks. Leon Pinda-Zaziemski.
1926–1934. ks. Jan Swół.
1934–1962. ks. Jan Patryn.
1962–1967. ks. Józef Linek.
1967–1969. ks. Władysław Świstowicz.
1969–1978. ks. Edward Moskal.
1978–1987. ks. Stanisław Wolak.
1987–1990. ks. Jerzy Pelc.
1990–1996. ks. Krzysztof Filip.
1996–?. ks. Józef Zdeb.
2011– nadal ks. Andrzej Ryznar.

## Kościół filialny
W latach 1985–1991 w Ciemięrzowicach zbudowano murowany kościół filialny, według projektu arch. inż. Józefa Olecha. 21 kwietnia 1991 roku bp Ignacy Tokarczuk poświęcił kościół pw. Wniebowstąpienia Pańskiego.